# Ковальов Олексій Іванович
Олексій Іванович Ковальов (19 січня 1989 , Гола Пристань, Херсонська область  — 28 серпня 2022 , Херсонська область ) — підприємець, проросійський політик, народний депутат України IX скл. від партії «Слуга народу». Колаборант під час російського вторгнення в Україну (2022).

## Життєпис
Народився у сім'ї лікарів. З 2006 по 2011 рік навчався у Одеській юридичній академії (спеціальність «Правознавство»).
Засновник та директор аграрного підприємства. У 2011 році працював юрисконсультом у КЗ ХОР «Голопристанський геріатричний пансіонат». З 2017 року був директором ТОВ «Херсонські аграрії» (засновник). З 2018 року був директором ПП «ЛК-АГРО» (співзасновник).
28 серпня 2022 року Ковальова було вбито, він загинув внаслідок вогнепального поранення в шию у себе вдома у Голій Пристані. Жертвою також стала його співмешканка.
Повноваження нардепа було припинено 17 січня 2023 року.

## Політика
З 2019 року народний депутат України від партії «Слуга народу» (в.о. № 186, м. Гола Пристань, Голопристанський, Каланчацький, Олешківський, Скадовський райони, частина Чаплинського району). На час виборів: директор ПП «ЛК-АГРО», жив у Голій Пристані, безпартійний.
Член Комітету ВРУ з питань фінансів, податкової та митної політики, голова підкомітету з питань акцизного податку та законодавчого регулювання ринку спирту, алкоголю і тютюну.
У жовтні 2019 був підозрюваним в отриманні $30 тис. за непідтримку в комітеті законопроєкту про знищення корупційних схем під час оцінки об'єктів нерухомості. За 2019 рік задекларував готівкові кошти у розмірі понад 6,5 млн грн. 
У 2021 році задекларував корпоративні права на "4 канал", вказавши, що отримав його у подарунок від сім'ї.

## Державна зрада
У червні 2022 року, під час повномасштабного вторгнення російських військ до України, оголосив про співпрацю з окупантами та публічно підтримав ідею приєднання Херсонської області до Росії. Після цього віцеспікер ВР Олександр Корнієнко заявив про можливість позбавити Ковальова мандату нардепа після отримання рішення суду. Посів посаду «заступника голови» у незаконно створеному РФ «уряді Херсонської області». У квітні ДБР відкрило проти Ковальова кримінальне провадження, у липні йому оголосили підозру про державну зраду.
22 червня автомобіль Ковальова було підірвано на тимчасово окупованій росіянами території Херсонської області.
16 липня майно Ковальова на суму 5 млн грн було заарештовано, а 18 липня було оголошено, що майно Ковальова було конфісковано на користь держави.
18 серпня до АРМА було передано майно Ковальова на 18 млн грн. В серпні 2022 року колаборант зізнався, що врожай херсонських кавунів відправлявся до Росії через тимчасово анексований Крим.

## Нагороди
- Орден Мужності (Російська Федерація 2022, посмертно)[28]